# Sant Vicenç de Planoles
Sant Vicenç de Planoles és una obra del municipi de Planoles (Ripollès) inclosa en l'Inventari del Patrimoni Arquitectònic de Catalunya.

## Descripció
Enmig del nucli de Planoles hi ha l'església de Sant Vicenç que és un notable edifici romànic restaurat a les darreries del segle xx. Inicialment era una esglesiola d'una nau, amb un absis semicircular ornat amb un fris d'arcuacions de tipus llombard, sense lesenes. La volta de canó és reforçada amb cinc arcs torals i l'absis és cobert en quart d'esfera. Conserva dues finestres absidals de doble esqueixada, la de migjorn cegada per l'afegit del cos de la sagristia que fa de base al campanar de torre d'estil barroc. Al segle xviii es va ampliar amb una segona nau, part de la qual correspon a un antic atri de l'església romànica que, amb l'última restauració, s'ha recuperat, tot i que sembla que desvirtuant-ne les característiques de l'original. Una de les columnes del porxo és romànica i les altres dues han estat fetes imitant-ne l'estil.

## Història
L'església és esmentada per primer cop l'any 1141, però del lloc de Planoles es tenen notícies des de l'any 938.
Amb l'última restauració s'ha recuperat l'atri romànic que havia estat cegat per l'ampliació barroca amb una segona nau.